# Radonice nad Ohří
Radonice nad Ohří jsou vesnice a část městyse Peruc v okrese Louny. Nachází se asi 5,5 kilometru severozápadně od Peruce. Radonice nad Ohří jsou také název katastrálního území o rozloze 4,06 km².

## Historie

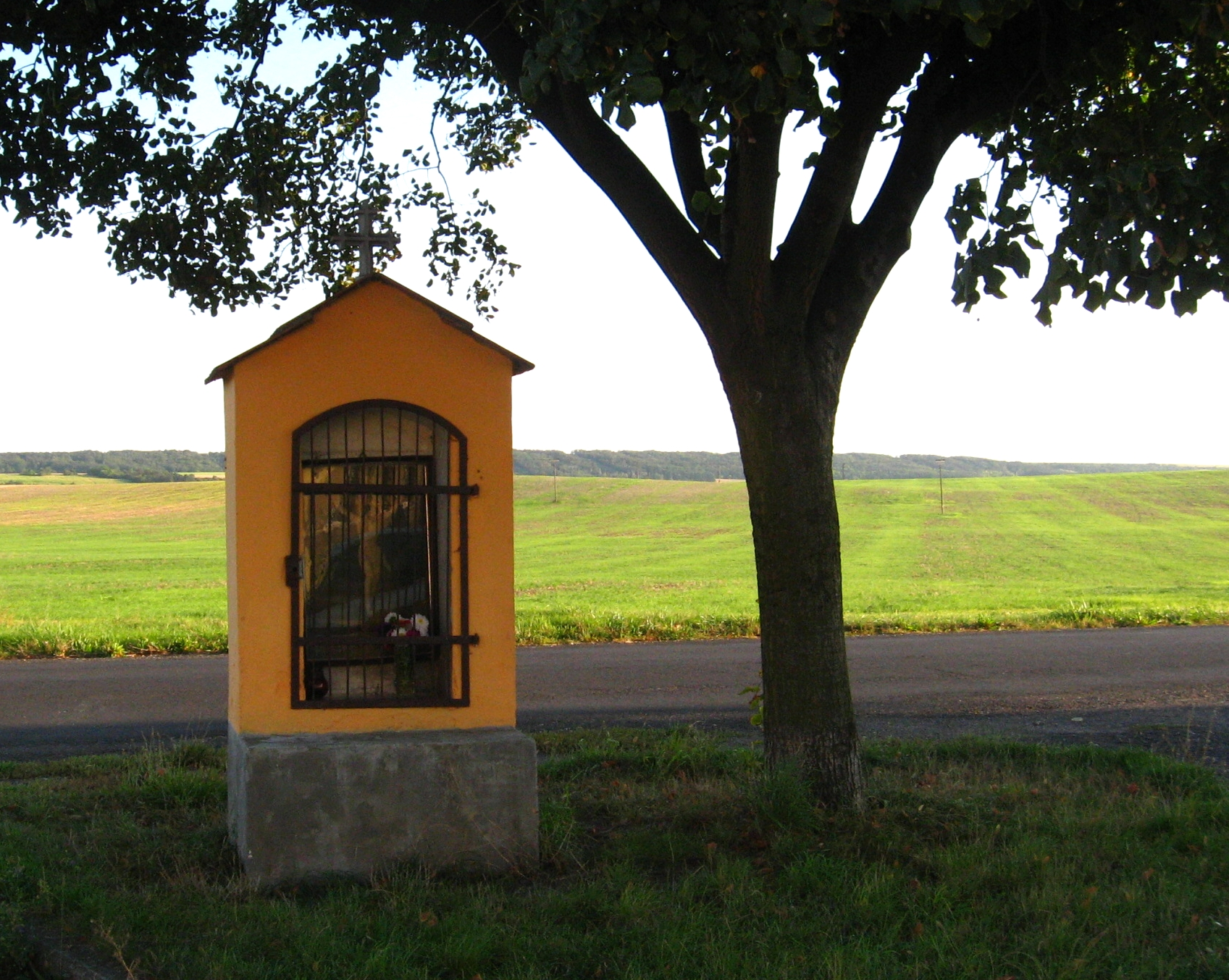
Výklenková kaplička na jižním okraji Radonic

Na říční terase Ohře bývaly pískovny, v jejichž areálu bylo v letech 1955–1962 prozkoumáno sídliště osídlené od střední době bronzové (středodunajská mohylová kultura) po pozdní dobu bronzovou (štítarská kultura).
První písemná zmínka o vesnici pochází z let 1143–1148, kdy ji kníže Vladislav II. s manželkou Gertrudou věnovali strahovskému klášteru. Součástí daru byl poplužní dvůr se sedmnácti čeledíny a vesnice, v níž žilo osm sedláků. Jádrem vesnice tehdy byl opevněný dvorec s rozměry 50 × 40 metrů, ve kterém byl postaven kostel.

## Obyvatelstvo
|                                                                             | 1869 | 1880 | 1890 | 1900 | 1910 | 1921 | 1930 | 1950 | 1961 | 1970 | 1980 | 1991 | 2001 | 2011 | 2021 |
| --------------------------------------------------------------------------- | ---- | ---- | ---- | ---- | ---- | ---- | ---- | ---- | ---- | ---- | ---- | ---- | ---- | ---- | ---- |
| Obyvatelé                                                                   | 356  | 393  | 399  | 389  | 391  | 392  | 380  | 303  | 264  | 230  | 204  | 155  | 136  | 190  | 181  |
| Domy                                                                        | 62   | 67   | 76   | 77   | 85   | 99   | 110  | 112  | —    | 86   | 77   | 99   | 102  | 107  | 114  |
| Počet domů z roku 1961 je zahrnut v celkovém počtu domů místní části Pátek. |      |      |      |      |      |      |      |      |      |      |      |      |      |      |      |

## Obecní správa
Při sčítání lidu v letech 1869–1950 Radonice nad Ohří byla samostatnou obcí v okrese Louny. V letech 1961–1980 byla částí obce Pátek v okrese Louny. Od 1. ledna 1981 je částí městyse Peruc v okrese Louny.

## Doprava
Jižně od vesnice vede železniční trať Lovosice–Postoloprty, na které se zde nachází výhybna Radonice nad Ohří.

## Pamětihodnosti

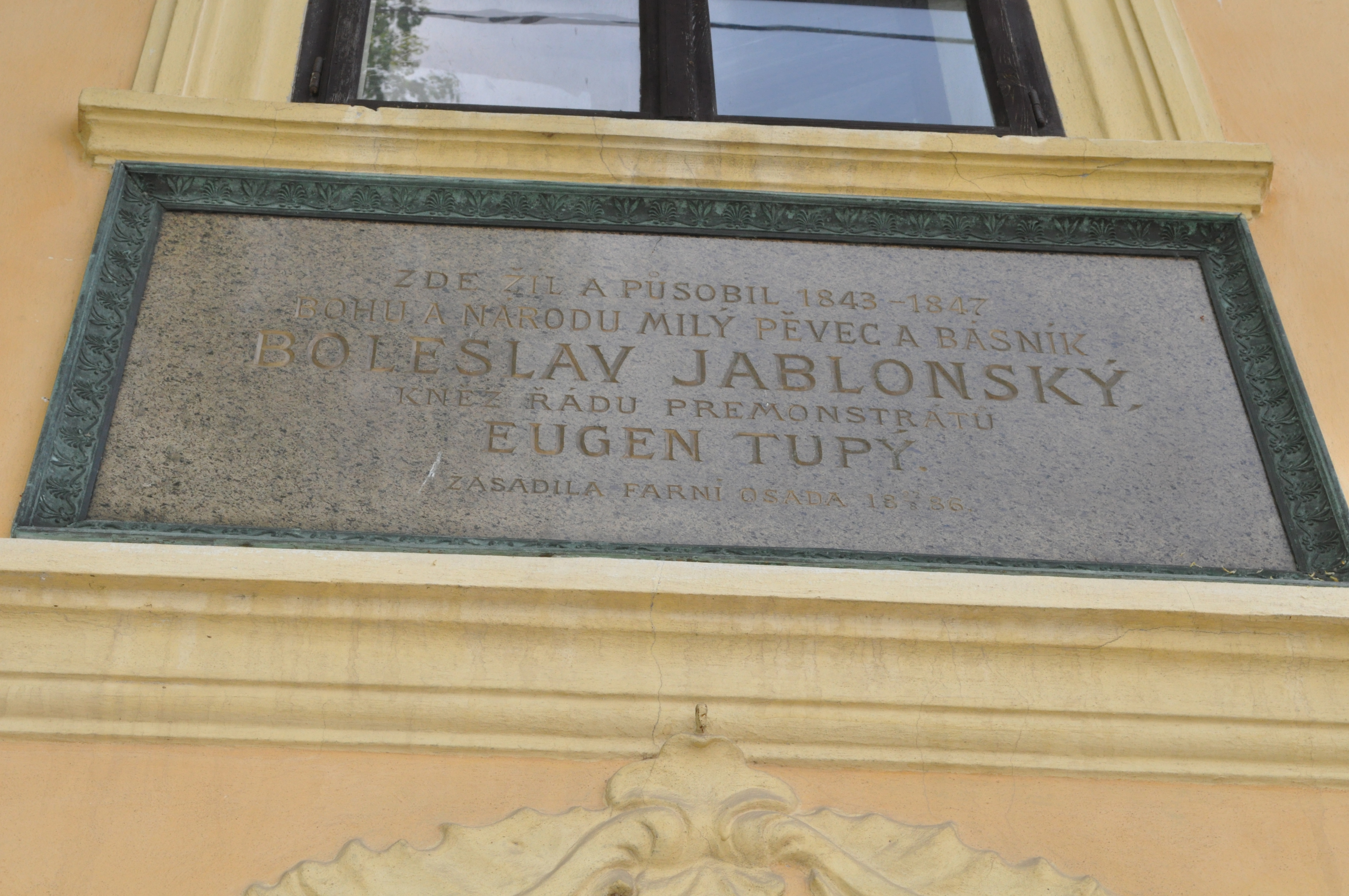
Pamětní deska na budově fary

- Kostel Povýšení svatého Kříže (z roku 1907)
- Socha svatého Linharta[10] stojí vně hřbitovní zdi u kostela. Na podstavci se nachází reliéf s vyobrazením tvrze. Před rokem 1907 (stavba současného kostela, přestavba hřbitovní zdi) se u sochy nacházel původní vchod na hřbitov. Byla přenesena na současné místo v roce 1827 z Pátku nad Ohří.
- Fara čp. 1[11] (z roku 1782)
- Kříž Na Kněžském vrchu. Od roku 1827 stál na radonickém hřbitově proti vchodu do kostela. Roku 1907 přenesen na dnešní místo. Dřevěný kříž, na místě dnešního kamenného, stál od roku 1760.
- Výklenková kaplička na jižním okraji obce (na křižovatce). Pochází z roku 1695. Původně osazena obrazem korunování Panny Marie, později zcizeným.
- Most přes řeku Ohři na severovýchodním okraji obce z roku 1984 stojí na místě, kde byl první most postaven již v roce 1792.
- Pomník obětí první světové války uvádějící šestnáct jmen padlých v letech 1914 až 1918 [12]
- Pamětní deska Boleslava Jablonského osazena na budově fary roku 1886
- Pamětní deska Bedřicha Jaroše osazena na domě čp. 119 (původně 14) roku 2007[13]

## Osobnosti
- Boleslav Jablonský (1813–1881), vlastním jménem Karel Eugen Tupý, básník, katolický kněz a národní buditel. V letech 1843–1847 kaplanem v Radonicích
- Bedřich Jaroš (1896–1977), violoncellista a pedagog narozen v Radonicích [14]
- Hugo Václav Seykora (1793–1856), katolický kněz, knihovník, malíř, restaurátor. V Radonicích působil jako kněz v letech 1852–1856. Ve strahovském klášteře dochovány kresby Radonic a okolí z let 1820 a 1852–1856. V Radonicích v roce 1856 zemřel a byl pochován na místním hřbitově. [15]
- Cyril Antonín Straka (1868–1927), historik a knihovník strahovského kláštera, který zkatalogizoval 48 809 knih z rozsáhlé klášterní sbírky. Během svého 21letého působení v strahovské knihovně se věnoval i publikační činnosti. V letech 1893 až 1906 byl radonickým kaplanem [16]